# Стефан Тафров
Стефан Тафров (болг. Стефан Тафров; 11 лютого 1968, Софія) — болгарський дипломат. Постійний представник Болгарії при Організації Об'єднаних Націй (2001—2006; 2012—2016).

## Життєпис
Народився 11 лютого 1958 року в Софії. Закінчив французьку мовну середню школу в Софії та факультет журналістики Софійського університету «Климент Охридський» (1983). Володіє англійською, французькою, італійською, іспанською, польською та російською мовами.
У 1989—1990 рр. — Працював редактором журналу «Современник», очолював відділ зовнішньої політики газети «Демократія»;
У 1990—1991 рр. — Радник президента з питань зовнішньої політики Желю Желева. Керівник Міжнародного відділу Союзу демократичних сил;
У 1991—1992 рр. — перший заступник міністра закордонних справ Болгарії;
У 1992—1995 рр. — посол Болгарії в Італії та на Мальті;
У 1995—1997 рр. — посол Болгарії у Сполученому Королівстві та Республіці Ірландія;
У 1997—1998 рр. — перший заступник міністра закордонних справ Болгарії;
У 1998—2001 рр. — посол Болгарії у Франції, постійний представник при ЮНЕСКО, став кавалером вищого ступеня ордена Почесного легіону Франції.
У 2001—2006 рр. — Постійний представник Болгарії при Організації Об'єднаних Націй. Був постійним представником під час участі Болгарії в Раді Безпеки в 2002 і 2003 роках; вкл. і ротаційний президент Ради Безпеки у вересні 2002 р. та грудні 2003 р.
У 2012—2016 рр. — Постійний представник Болгарії при Організації Об'єднаних Націй.
На виборах до Європарламенту 2009 року в Болгарії був кандидатом від Блакитної коаліції. На парламентських виборах 2017 року очолює список «Так, Болгарія» в 24 МІР Софії. У 2019 році став переможцем на перших електронних внутрішніх виборах «Так, Болгарія» та став провідним кандидатом Руху на виборах представників Болгарії в Європарламент. Він є кандидатом у списку асоціації «Демократична Болгарія», до складу якої входить «Так, Болгарія», на вибори до Європарламенту 2019 року.